# セックス・ポジティブ運動
セックス・ポジティブ運動（セックスポジティブうんどう、sex-positive movement、Sex-positivity）とは、人間のセクシュアリティに関することがらを肯定的にとらえる社会的・哲学的な運動である。セックス・ポジティブ運動は「セクシュアリティは人間の経験の重要な一部であり、敬意を持って扱うべきものである」という考え方に基づいている。この言葉の定義は人によって大きく異なるが、「さまざまな性的指向、性的な関心（あるいはその欠如）、アイデンティティ、表現に対するオープンな態度」が中心にある。包括的性教育やセーフセックスを奨励する活動も行っている。 この運動は一般的に、性的嗜好を個人の問題と見なしており、性的活動の種類で道徳的な判断をしない。 
セックス・ポジティブ（sex-positive）とセックス・ネガティブ（sex-negative）という用語と概念は、ヴィルヘルム・ライヒに由来している。  彼が提唱した仮説は、ある社会は性的表現を本質的に良好で健康的なものと考えている一方で、別のある社会は、性について否定的な見方をしており、性欲を抑圧、制御しようとしているというものだった。セックス・ポジティブの概念を説明する際に使用される他の用語には、「プロセックス」（pro-sex）や「プロセクシュアリティ」（pro-sexuality）がある。 
セックス・ポジティブ運動は一般的に、異性間と同性間のセックス、またオナニーを個人的な好みの問題と見なし、倫理的に区別しない。他のセックス・ポジティブな立場には、BDSM、ポリアモリー、無性愛の認容が含まれる。 